# Кітуло (національний парк)
Національний парк Кітуло (суах. Hifadhi ya Kitulo) — національний парк Танзанії, розташований на однойменному плато на півдні країни і відомий також як Сад Бога (Bustani ya Mungu), або квітковий Серенгеті.
Велика кількість орхідей призвела до комерційного збору квітів з сусідньої Замбії і швидкого знищення популяції. Уряд Танзанії ухвалив рішення про довгострокову охорону території. 1 лютого 2002 року за підтримки програми з охорони Південного високогір'я  заснований національний парк Кітуло, який є першою територією, що охороняється у тропічній Африці, що одержала свій статус в першу чергу через квіткове розмаїття.

## Фізико-географічні характеристики
Парк розташований на висоті близько 2600 метрів між горами Кипенгере, Порото і Лівінгстон (Kipengere, Poroto and Livingstone Mountains). Вулканічні землі парку, добре зрошувані річкою Кітуло, що є одним з основних приток річки Велика Руаха, створюють основу одного з найбільших гірських лугів Танзанії.

## Флора і фауна

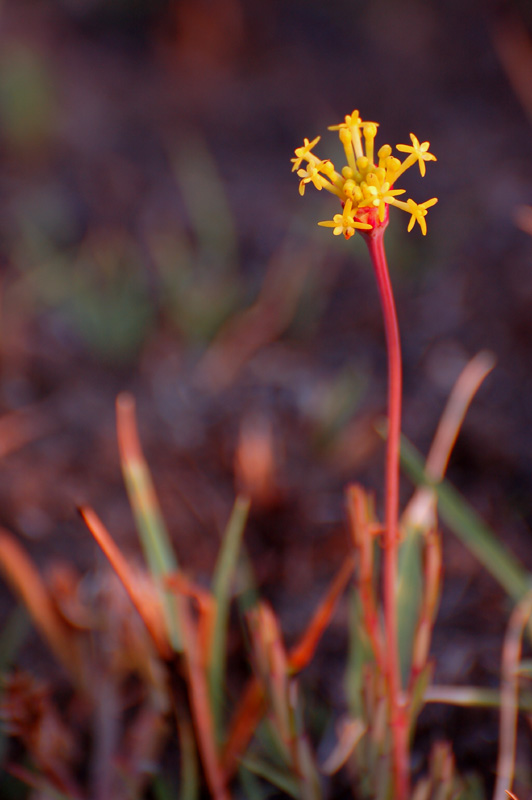

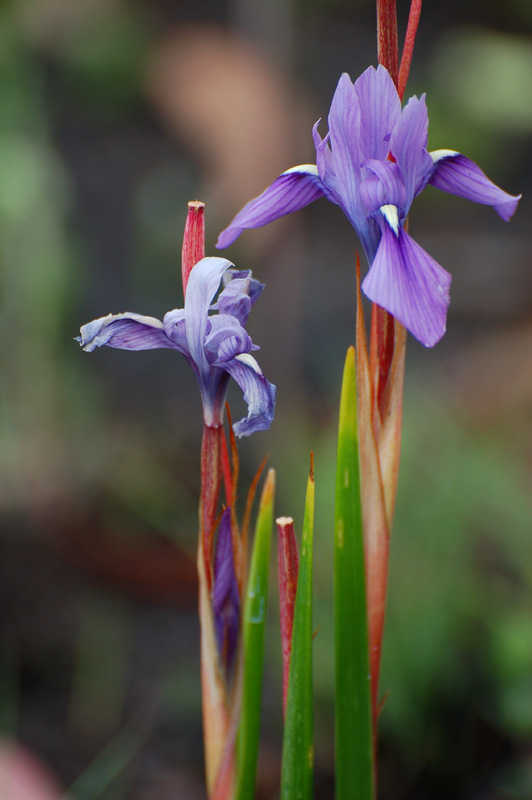

У парку росте близько 350 видів судинних рослин, включаючи 45 видів орхідей. Крім орхідей в парку зустрічаються жовто-оранжеві книфофії, алое, протеї, герань, гігантські лобелії, лілії і айстри. Більше 30 видів кольорів є ендеміками Танзанії, щонайменше три види є ендеміками плато Кітуло.
Парк також є єдиним місцем проживання в Танзанії рідкісної кафрської африканської дрохви (Neotis denhami). Іншими рідкісними представниками тваринного світу парку є блакитна ластівка (Hirundo atrocaerulea), степовий боривітер (Falco naumanni), степовий лунь (Circus macrourus), білогорла таміка (Cisticola njombe) і щедрик (Serinus melanochrous). Крім того у парку мешкає кілька видів метеликів, хамелеонів, ящірок і жаб, які є ендеміками для даної місцевості.

## Туризм
Рослинний світ парку найбільш різноманітний і приваблює любителів ботаніки з грудня по квітень. Час з вересня по листопад більше підходить для любителів велотуризму. Адміністрація парку розташована в Матамбі за 100 км від міста Мбея. Плато знаходиться ще в годині їзди від Матамби.